# Эделинк, Герард
Ге́рард Э́делинк, Жера́р Э́делинк (нидерл. Gerard Edelinck, фр. Gérard Edelinck; 20 октября 1640, Антверпен, Испанские Нидерланды — 2 апреля 1707, Париж, Королевство Франция) — южно-нидерландский (фламандский) рисовальщик и гравёр, значительную часть жизни работавший во Франции. Наряду с Жераром Одраном и Робером Нантёйлем был прославленным мастером гравированного портрета эпохи «большого стиля» Людовика XIV. Признанный глава академической школы репродукционной гравюры резцом на меди.

## Биография
Герард Эделинк родился в Антверпене в семье ткача. Гравёрному искусству начал учиться вместе с братом Яном (Жаном) Эделинком (1643—1680) на родине у Гаспара Хёйбрехтса (Huybrechts, 1619—1684) и Корнелиса Галле Младшего из семьи известных гравёров Антверпена.
В 1666 году Эделинк присоединился к своему брату Жану в Париже, работал под руководством известных художников: Никола Пито Старшего, а позднее — Франсуа де Пуайи, Робера Нантёйля и Филиппа де Шампеня, которые стали его друзьями.
В 1672 году художник женился на дочери парижского гравёра и издателя Никола Ренессона и вошёл таким образом в круг авторитетных издателей и гравёров. Три года спустя в 1675 году Эделинк принял французское подданство.
Его заметил Жан-Батист Кольбер, министр Людовика XIV, который пожаловал ему титулы кавалера ордена Святого Михаила, первого рисовальщика королевского двора и «гравёра кабинета» (graveur du cabinet) с пенсией, квартиру в Мануфактуре Гобеленов. В 1695 году Эделинк получил от папы Иннокентия XII титул римского всадника (cavalier romain) и прикрепил этот титул к своей подписи.
В 1672 году он женился на Магделине Регнессон, дочери гравера Николя Регнессона и племяннице Робера Нантёйля.
Эделинк в конечном итоге занял первое место среди гравёров своего времени. Его превосходство было общепризнано; по рекомендации Лебрена, первого живописца короля, он был назначен профессором в основанной при Мануфактуре Гобеленов академии для подготовки ткачей и рисовальщиков картонов. Ему также было поручено выполнение нескольких важных работ .
в марте 1677 года он был принят в академики Королевской академии живописи и скульптуры за портрет Филиппа де Шампеня (по оригиналу последнего) и вместе с тем — в советники Академии, сменив умершего Франсуа Шово.
Эделинк гравировал по рисункам и картинам многих художников, но идеалом для него был Рафаэль. Об этом выразительно писал знаток искусства гравюры И. И. Флекель:

 Эделинк добился совершенной техники… благодаря богатству и гибкости развившегося к этому времени гравюрного языка… Его мощная и в то же время спокойная параллельная и перекрещивающаяся штриховка передаёт объёмность рафаэлевских тел, не нарушая общей гармонии композиции. После Эделинка живопись Рафаэля редко получала столь великолепное гравёрное истолкование. Шедевром Эделинка является также большая гравюра по находящейся в Лувре копии Рубенса со знаменитого утраченного картона Леонардо да Винчи «Битва всадников за знамя» или, иначе, «Битва при Ангиари»… Мощную динамику форм картона Леонардо, где даже лошади кусают друг друга, так же как и проявившиеся в луврской копии характерные черты свободного свободного рубенсовского живописного почерка, лучше чем Эделинк, вряд ли сумел бы передать в гравюре даже сам Ворстерман… Кроме того Эделинк гравировал с картин одного из основоположников французской академической школы, главного законодателя «большого стиля» эпохи Людовика XIV — Шарля Лебрена… В графической интерпретации Эделинка оригиналы Лебрена очень выигрывали, делались более живыми и выразительными, что признавал сам Лебрен. Так «Кающуюся Марию Магдалину» Лебрена резец Эделинка превратил в подлинный шедевр гравёрного искусства. Величественное впечатление производит самый большой лист Эделинка (70 Х 90,6 см), награвированный на двух досках по картине Лебрена «Александр Македонский в шатре Дария» 
Эделинк также гравировал портреты — знаменитые портреты Людовика XIV, Декарта, Кольбера, Лебрена, Риго и многих других. Считается, что он успешно развивал традиции французской гравюрной школы Ж. Морена и К. Меллана:

В своём индивидуальном стиле Эделинк сумел совместить живописность фламандского барокко, заимствованную им у мастеров школы Рубенса, с монументальной строгостью французского «большого стиля». Эделинк создал более двухсот гравированных парадных портретов, в том числе самого Людовика XIV… Его стиль был настолько ярким, что знаменитейшие живописцы Франции считали особой честью, когда их композиции воспроизводил Эделинк
Творчество этого выдающегося мастера представляет собой эпоху в искусстве графики. Его отпечатков насчитывается более четырёхсот. Герард Эделинк был похоронен в церкви Сен-Бенуа в Париже (ныне не существует).
Среди его учеников, кроме младшего брата Гаспара Эделинка, были Жак Любен (около 1670) и Антуан Трувен (около 1676). Сын мастера — Никола Эделинк также работал гравёром в Париже.

## Гравюры Эделинка резцом на меди
- Святое семейство. По картине Рафаэля
- Битва при Ангиари. По утраченному оригиналу Леонардо да Винчи с рисунка П. П. Рубенса. Между 1657 и 1666
- Филипп де Шампень. По живописному автопортрету художника
- Фронтиспис «Словаря Французской академии». 1694
- Кающаяся Мария Магдалина. По картине Ш. Лебрена
- М. Дежарден. По оригиналу Г. Риго
- Рене Декарт
- Шарль Лебрен. По оригиналу Н. де Ларжильера
- Шарль Перро. 1694